# Lorenzo Eula
Lorenzo Eula (Villanova Mondovì, 17 settembre 1824 – Resina, 5 luglio 1893) è stato un magistrato e politico italiano.

## Biografia
Figlio di Lorenzo Antonio e di Teresa Ruffo, era nipote di Angela Eula, madre del Dott. Lorenzo Granetti, direttore della Piccola Casa della Divina Provvidenza. Nel 1849 fu nominato giudice aggiunto presso il tribunale di Ivrea, nel 1857 fu avvocato generale presso la corte d'appello di Genova e nel 1861 fu regio commissario a Napoli, dove ricevette il compito di provvedere alla liquidazione della gestione degli affari di giustizia derivanti dall'amministrazione borbonica.
Nel 1862 fu prima reggente della procura generale di Catania e poi della corte d'appello di Palermo. Fu nominato il 7 maggio 1868 ufficiale dell'Ordine della Corona d'Italia e senatore del Regno. Presidente della sezione di Roma della Corte suprema di cassazione dal 1891 al 1893.
Il 24 maggio 1893 fu chiamato da Giovanni Giolitti a far parte del suo gabinetto in qualità di ministro di Grazia e Giustizia. Sostenne i diritti della potestà civile contro le pretese del clero.